# Projekt 627
Projekt 627 „Wal“ (russisch Кит) war die Bezeichnung der ersten von der Sowjetunion in Dienst gestellten Klasse von Atom-U-Booten. Die NATO-Bezeichnung für diesen ab 1958 produzierten U-Boot-Typ war November-Klasse. Produziert wurden unter der Projektbezeichnung insgesamt vierzehn Einheiten. Nach einem Prototyp wurden zwölf als Projekt 627A bezeichnete modifizierte Versionen und ein stark modernisiertes Boot als Projekt 645 gebaut.

## Geschichte

### Projekt 627
Nach einem entsprechenden Dekret, das vom sowjetischen Ministerrat ausgearbeitet und von Stalin 1952 abgezeichnet wurde, begann die sowjetische Marine mit Überlegungen zum Bau eines atomar angetriebenen U-Bootes.
Die theoretischen Vorzüge lagen auf der Hand: In einem möglichen Krieg mit den Westmächten würde der Gegner die Luftherrschaft über den meisten Meeren behaupten können, so dass sowjetische Flottenaktionen unmöglich werden würden. Selbst ein U-Boot, so hatten die Erfahrungen des Zweiten Weltkrieges gezeigt, konnte sich unter ständiger Luftüberwachung nicht sicher bewegen, denn zum Aufladen seiner Batterien oder zum Einsatz seines Schnorchels musste es an die Wasseroberfläche kommen, wo es aus der Luft entdeckt und angegriffen werden konnte. Ein Antriebssystem, gestützt auf einen Nuklearreaktor zur Energieversorgung, behob dieses Problem, stellte die Konstrukteure aber vor neue Herausforderungen. Eine ausreichend dicke Abschirmung der verwendeten WM-A-Reaktoren zum Schutz der Mannschaft vor der Strahlung und ein System, das die Druckverhältnisse im Boot trotz der Hitze der Reaktoren ausgleichen konnte, mussten entwickelt werden.
Die für dieses Projekt gegründete Entwicklergruppe SCR-143 konstruierte ein U-Boot, das diese Probleme löste und zugleich ein günstiges Verhältnis von Länge zu Breite erreichte, so dass eine relativ hohe Geschwindigkeit erreicht werden konnte.
Der Nuklearreaktor wurde parallel zum Boot von einer weiteren Forschergruppe entwickelt. Es war eine wartungsarme Konstruktion, die 235U benutzte, um Dampf zu erzeugen, der eine Turbine antrieb und so Antriebsenergie generierte. Durch nur einen Kühl- und einen Dampfkreislauf blieben Baukosten und Wartungsaufwand relativ gering. Destilliertes Wasser wurde um die Behälter mit den Brennelementen gepumpt und gab die dort aufgenommene Hitze an den zweiten Kreislauf ab, in dem so der heiße Dampf entstand. Die Rohre des zweiten Kreislaufs wurden nach dem Passieren des Dampfes durch die Antriebsturbine in einem weiteren Schritt von Meerwasser umspült, das die Temperatur wieder absenkte, so dass der Prozess wiederholt werden konnte.
Die Verwendung von Steuer- beziehungsweise von Kontrollstäben erlaubte Abschaltungen und half, die Bildung des schädlichen 135Xe in solchen Fällen zu kontrollieren.
Die technischen Daten des Prototyps mit der Projektnummer 627 unterschieden sich nur unwesentlich vom späteren Serienmodell 627A. Ein geringer Tiefgang von 5,65 Metern reduzierte die Wasserverdrängung an der Oberfläche auf 3.065 Tonnen, während sie im getauchten Zustand mit 4.750 Tonnen der von Projekt 627A entsprach. Zwei GTZA-601-Turbinen gaben je bis zu 17.100 PS (12.871 kW) an die Wellen weiter.
Der ursprünglich angedachte Haupteinsatzzweck der November-Klasse war nicht die Jagd auf feindliche U-Boote, sondern Angriffe auf Häfen. Die Planung sah vor, im Kriegsfall auf feindliche Häfen vorzurücken und gegen diese einen Torpedo mit einem Nukleargefechtskopf zu starten. Zu diesem Zweck sollte das U-Boot im Bug mit einem großen Torpedorohr ausgerüstet werden. In diesem war das T-15-Torpedo im Kaliber 1550 mm, einer Länge von 23,5 m sowie einem Gewicht von rund 40 Tonnen untergebracht. Dieses sollte einen Nukleargefechtskopf mit einer Sprengkraft von rund 1 Megatonne auf eine Entfernung von 30–40 km ins Ziel bringen. Das Projekt wurde nie umgesetzt und die Boote vom Projekt 627 wurden daraufhin als Jagd-U-Boote eingesetzt.

### Projekt 627A
Nachdem man mehrere Schwächen am Prototyp K-3 Leninski Komsomol ausgemacht hatte, wurde eine Überarbeitung des Konzeptes beschlossen.
Die konkreten Planungen für Projekt 627A wurden von Juli 1955 bis März 1956 vorgenommen. In erster Linie wurden Querschotten und Druckkörperhülle des Reaktorabteils und des angrenzenden Turbinenabteils verstärkt. Weiterhin wurde die elektronische Ausrüstung geändert und ein verbessertes Sonargerät des Typs „Artik-M“ verbaut.
Am 25. August 1956 wurden zwölf Boote des Projekts 627A bei der Werft 402 in Sewerodwinsk in Auftrag gegeben.

### Aufwand
Der Aufwand, der für Planung und Bau der Boote betrieben wurde, war enorm. Einschließlich der Planungen und dem Bau diverser Erprobungsmuster waren bis zum Bau der Serienversion der Boote 135 Betriebe und Organisationen entsprechender Größenordnung der kommunistischen Ära aus der gesamten Sowjetunion an Projekt 627 beteiligt.

## Technische Beschreibung

### Aufbau
Projekt 627 war als Zweihüllenboot ausgelegt und verfügte über stromlinienförmige Heckflossen. Der Druckkörper war in neun Abteilungen unterteilt:
1. Bugtorpedoraum
2. Unterkünfte und Batterien
3. Brücke
4. Hilfsdiesel und Generatoren
5. Reaktor
6. Turbinenanlage
7. Elektromechanik
8. Unterkünfte
9. Hecksektion

Die Schotten zwischen den Abteilungen sollten einem Druck von bis zu 10 atm standhalten können, sodass die einzelnen Abteilungen im Notfall abgeschlossen werden sollten.
Die Außenhülle des Druckkörpers wurde aus AK25-Stahl gefertigt, der eigentlich für Panzerungen entwickelt worden war. So wurde eine Tauchtiefe von 300 Metern erreicht. Das war mehr als doppelt so tief wie die Tauchtiefe, die andere militärische U-Boot-Muster der Periode erreichen konnten.

### Bewaffnung
Die Boote waren mit acht Bugtorpedorohren im Kaliber 533 mm ausgerüstet. Sie waren ursprünglich dafür ausgelegt, bis zu 20 Torpedos der Muster SET 53 oder 53-61MA mitzuführen.

### Geräuschentwicklung
Um die Geräuschentwicklung zu minimieren, wurde eine Reihe von Maßnahmen eingeführt. Diese umfassten einen stromlinienförmigen Rumpf mit nur wenigen Unebenheiten, eine Anti-Sonar-Beschichtung des Rumpfes, eine Schwingungsdämmung der Maschinenanlage und speziell entwickelte Schrauben. Dennoch war die Geräuschentwicklung im Vergleich zu zeitgenössischen Typen bei der November-Klasse signifikant höher, sowohl im Vergleich mit amerikanischen Atom-U-Booten als auch mit dieselelektrisch angetriebenen U-Booten. Der Grund hierfür liegt vor allem in den verwendeten Reaktoren, die jedoch leistungsfähiger und auch kompakter als ihre amerikanischen Gegenstücke waren. Hierzu muss aber abgewogen werden, dass eine derartige Geräuschentwicklung in der Praxis relativ zu betrachten ist. Selbst die speziell zur U-Jagd eingesetzten U-Boote der amerikanischen Thresher-Klasse konnten die U-Boote der November-Klasse nicht durchgehend akustisch verfolgen.

### Zuverlässigkeit
In technischer Hinsicht galten die U-Boote als wenig zuverlässig. Insbesondere die Betriebsdauer der Dampferzeuger war problematisch, da es schon nach mehreren hundert Betriebsstunden zu Lecks kommen konnte, was im Maschinenbereich zur Freisetzung von ionisierender Strahlung führte. Derartige Maschinenprobleme verhinderten offenbar auch einen Einsatz der U-Boote während der Kubakrise im Herbst 1962. Im Laufe der Dienstzeit konnten die anfälligen Komponenten allerdings durch haltbarere Versionen ersetzt werden.

### Varianten
Neben der ursprünglichen Klasse vom Projekt 627 existierte auch die Variante 627A. Diese unterschied sich durch ein unter dem Rumpfbug montiertes Sonar und weitere Hydrophone. Eine weitere Variante wurde als Projekt 645 bezeichnet; diese Version, von der nur ein einziges Exemplar (K-27) gebaut wurde, verwendete anstelle der Druckwasserreaktoren WM-A flüssigmetallgekühlte Reaktoren des Typs WT-1. Außerdem wurden eine konische Bugform und Schnellladevorrichtungen für die Torpedorohre verwendet, ferner war die Hülle aus antimagnetischem Stahl hergestellt. Dieser Typ war 3 m länger als die zuvor gebauten Boote der Klasse.

## Gebaute Einheiten

Projekt 627

Projekt 627A

Projekt 645

Alle Boote waren nur mit Torpedos bewaffnet. Eine Modifikation dieser Konstruktion (als Hotel-Klasse bezeichnet) erlaubte die Verwendung von ballistischen Raketen.
Im April 1970 sank eines dieser Boote, die K-8, vor der Küste von Spanien, die K-159 sank 2003 in Schlepp auf dem Weg zur Abwrackung. Dieser Bootstyp war besonders durch die hohe Strahlenbelastung der undichten Kühlsysteme für die Mannschaft überaus gefährlich. Die November-Klasse wurde unter massivem Zeitdruck ohne Rücksicht auf Kosten gebaut und – wie heute kritisiert wird – unausgereift in Dienst gestellt. Dennoch konnten es die amerikanischen Baumuster in Bezug auf die Geschwindigkeit nicht mit den sowjetischen aufnehmen – wobei letztere aber wesentlich mehr Geräuschemissionen entwickelten.
Die K-27 besaß den November-Rumpf, wurde aber mit flüssigmetallgekühlten Reaktoren ausgerüstet und hatte 1968 einen schweren Reaktorunfall. Heute sind nur noch wenige Einheiten im Dienst, die meisten wurden verschrottet oder sind abgewrackt.
| takt. Nummer | Name                 | Projekt | Kiellegung         | In Dienst seit    | außer Dienst gestellt | Anmerkungen |
| ------------ | -------------------- | ------- | ------------------ | ----------------- | --------------------- | --- |
| K-3          | Leninski Komsomol    | 627     | 24. September 1955 | 30. Dezember 1958 | 1991                  | |
| K-5          | –                    | 627A    | 13. August 1956    | 26. Dezember 1959 | 1989                  | |
| K-8          | –                    | 627A    | 9. September 1957  | 31. Dezember 1959 | 11. April 1970        | gesunken am 11. April 1970 in der Bucht von Biskaya                                                                                  |
| K-11         | –                    | 627A    | 31. Oktober 1960   | 30. Dezember 1961 | 19. April 1990        | Schwerer Reaktorunfall am 7. Februar 1965 beim Beladen mit neuem Kernbrennstoff in Sewerodwinsk. Acht Verletzte und drei Todesopfer. |
| K-14         | –                    | 627A    | 2. September 1958  | 30. Dezember 1959 | 19. April 1990        | |
| K-21         | –                    | 627A    | 2. April 1960      | 28. November 1961 | 1991                  | |
| K-42         | Rostowski Komsomolez | 627A    | 28. November 1962  | 30. November 1963 | 1985                  | bei einem Reaktorunfall der am selben Pier liegenden K-431 am 10. August 1985 stark verstrahlt und danach außer Dienst gestellt      |
| K-50         | –                    | 627A    | 14. Februar 1963   | 17. Juli 1964     | 19. April 1990        | 1982 in K-60 umbenannt |
| K-52         | –                    | 627A    | 15. Oktober 1959   | 10. Dezember 1960 | 1987                  | |
| K-115        | –                    | 627A    | 4. April 1962      | 31. Dezember 1962 | 1988                  | |
| K-133        | –                    | 627A    | 3. Juli 1961       | 29. Oktober 1962  | 30. Mai 1989          | |
| K-159        | –                    | 627A    | 1962               | 1963              | 30. Mai 1989          | gesunken am 30. August 2003 |
| K-181        | –                    | 627A    | 15. November 1961  | 27. Dezember 1962 | 1987                  | |
| K-27         | –                    | 645     | 15. Juni 1958      | 30. Oktober 1963  | 1979                  | 1982 verklappt |